# Црква Преноса моштију светог Николе (Ђур)
Црква Преноса моштију светог Николе је један од православних храмова Српске православне цркве у Ђуру (мађ. Győr). Црква припада Будимској епархији Српске православне цркве.
Црква је посвећена Преносу моштију светог Николе.

## Историјат
Првобитну Цркву Рођења Пресвете Богородице у Ђеру су подигли Срби шајкаши још у 16. веку, 1511. године.
У првој половини 18. века, 1729. године црква је или обновљена или президана. Садашња црква је грађена крајем 18. века у стилу позног барока. Иконостас је неокласицистичке декорације, а иконе је осликао непознати грчки мајстор који је сликарски био образован у Бечу.
Црква Рођења Пресвете Богородице у Ђуру је парохија Архијерејског намесништва будимског чији је Архијерејски намесник Протојереј Зоран Остојић. Парох цркве у Ђуру је јеромонах Варнава (Кнежевић).